# لينا غانينغ ويليامز
لينا غانينغ-ويليامز (مواليد 5 فبراير 2005) هي لاعبة كرة قدم إنجليزية محترفة، تلعب في مركز مهاجم في نادي توتنهام هوتسبير للسيدات ضمن دوري السوبر للسيدات مثلت منتخب إنجلترا للسيدات تحت 23 سنة.

## نشأتها
نشأ غانينغ ويليامز في إنفيلد، لندن. انضمت غونينغ ويليامز إلى أكاديمية توتنهام هوتسبير للسيدات في سن السادسة عشرة. وسجلت 38 هدفًا في 39 مباراة مع فريق تحت 21 عامًا.

## مسيرتها الكروية
ظهرت غانينغ ويليامز لأول مرة مع توتنهام في 27 نوفمبر 2022 في مباراة ضمن كأس الدوري، حيث دخلت كبديلة وسجلت الهدف الأخير في فوز توتنهام 5-1 على نادي كوفنتري يونايتد. في 1 سبتمبر 2023، وقعت عقدًا مع نادي الدوري الوطني الجنوبي إيبسويتش تاون على سبيل الإعارة لموسم 2023-24. سجلت جانينج ويليامز أول ثلاثية لها مع إيبسويتش ضد سوتون كولدفيلد تاون في كأس الاتحاد الإنجليزي 2023–24 في 27 نوفمبر 2023. أنهت الموسم باعتبارها ثاني أفضل هدافة للنادي برصيد 14 هدفًا في جميع المسابقات.

## مسيرتها الدولية
في أكتوبر 2024، تم اختيار غونينغ ويليامز ضمن تشكيلة منتخب إنجلترا لكرة القدم للسيدات تحت 23 عامًا لمباريات الدوري الأوروبي ضد هولندا والبرتغال. في 29 أكتوبر، دخلت كبديلة في الدقيقة 87، وشاركت لأول مرة مع منتخب الشباب في مباراة انتهت بفوز المنتخب البرتغالي بنتيجة هدف دون مقابل.

## إحصائيات

### مع النادي
آخر تحديث  3 نوفمبر 2024.
| النادي                  | الموسم   | الدوري                | الدوري | الدوري  | الكأس الوطنية | الكأس الوطنية | كأس الدوري | كأس الدوري | المجموع | المجموع |
| النادي                  | الموسم   | القسم                 | اللعب  | الأهداف | اللعب         | الأهداف       | اللعب      | الأهداف    | اللعب   | الأهداف |
| ----------------------- | -------- | --------------------- | ------ | ------- | ------------- | ------------- | ---------- | ---------- | ------- | ------- |
| توتنهام هوتسبير للسيدات | 2022–23  | دوري السوبر للسيدات   | 1      | 0       | 0             | 0             | 2          | 1          | 3       | 1       |
| توتنهام هوتسبير للسيدات | 2023–24  | دوري السوبر للسيدات   | 0      | 0       | 0             | 0             | 0          | 0          | 0       | 0       |
| توتنهام هوتسبير للسيدات | 2024–25  | دوري السوبر للسيدات   | 4      | 0       | 0             | 0             | 1          | 0          | 5       | 0       |
| توتنهام هوتسبير للسيدات | المجموع  | المجموع               | 5      | 0       | 0             | 0             | 3          | 1          | 8       | 1       |
| إبسويتش تاون (إعارة)    | 2023–24  | الدوري الوطني الجنوبي | 21     | 10      | 4             | 4             | 1          | 0          | 26      | 14      |
| الاجمالي                | الاجمالي | الاجمالي              | 26     | 10      | 4             | 4             | 4          | 1          | 34      | 15      |

1. ↑  يشمل كأس الاتحاد الإنجليزي للسيدات
2. ↑  يشمل كأس الدوري الوطني للسيدات، كأس الدوري للسيدات